# هارولد إي. بيرس
هارولد إي. بيرس (بالإنجليزية: Harold E. Pierce)‏ هو طبيب الجلد ‏ أمريكي، ولد في 4 أبريل 1922 في فيلادلفيا في الولايات المتحدة، وتوفي بنفس المكان في 25 أكتوبر 2006 بسبب سرطان البروستاتا.